# German Longitudinal Election Study

Logo GLES

Die German Longitudinal Election Study (GLES) ist ein Umfrageprogramm für kontinuierliche Erhebung und Bereitstellung von Daten für die nationale und internationale Wahlforschung in Deutschland. Die GLES erfasst die politischen Einstellungen und Verhaltensweisen der Wähler in Deutschland sowie der Kandidaten für die Bundestagswahlen bzw. die Landtagswahlen. Die GLES wird seit Bestehen in Kooperation zwischen der Deutschen Gesellschaft für Wahlforschung (DGfW) und GESIS – Leibniz-Institut für Sozialwissenschaften durchgeführt.

## Geschichte
Zwischen 2009 und 2017 wurde das GLES-Projekt von der Deutschen Forschungsgemeinschaft (DFG) als Langfristvorhaben gefördert. Während dieser Zeit wurde die Studie institutionalisiert, so dass diese seit 2018 bei GESIS angesiedelt ist und gemeinsam von GESIS und der DGfW durchgeführt wird. Verantwortlich für die Studie ist die Koordinationsgruppe GLES.
Die Koordinationsgruppe GLES setzt sich seit 2018 aus dem Vorstand der Deutschen Gesellschaft für Wahlforschung (DGfW) zusammen. Die DGfW ist eine Selbstorganisation der deutschen akademischen Wahlforscherinnen und Wahlforscher. Sie wird von einem elfköpfigen Präsidium geführt, aus dessen Mitte ein vierköpfiger Vorstand – die Koordinationsgruppe (KG) – gewählt wird. Die KG besteht derzeit (Stand: 2021) aus Sigrid Roßteutscher (Universität Frankfurt am Main), Marc Debus (Universität Mannheim), Thorsten Faas (Freie Universität Berlin) und Harald Schoen (Universität Mannheim).
Die Studie wurde 2009 von Hans Rattinger (Universität Mannheim), Sigrid Roßteutscher (Universität Frankfurt am Main), Rüdiger Schmitt-Beck (Universität Mannheim) und Bernhard Weßels (Wissenschaftszentrum Berlin) ins Leben gerufen. Im Jahr 2012 kam Christof Wolf (GESIS) als Primärforscher hinzu. Im Zuge seiner Emeritierung verließ Hans Rattinger 2014 die Studie, seine Aufgaben wurden von Harald Schoen (Universität Mannheim) übernommen.

## Umfragen
Die GLES führt vor und nach Bundestagswahlen quer- und längsschnittliche Umfragen unter Wählern und Kandidaten durch. Für die Bundestagswahlen 2009, 2013 und 2017 wurden zudem Daten zur Medienberichterstattung und zu den TV-Duells gesammelt. Neben den Erhebungen zur Bundestagswahl werden auch Daten zu den Landtagswahlen erhoben.
Die GLES führt seit der Institutionalisierung bei GESIS 2018 derzeit folgende Studien zu den Bundestagswahlen durch: der GLES Querschnitt (Vor- und Nachwahlbefragung), die GLES Rolling-Cross-Section, das GLES Panel, das GLES Tracking und die GLES Kandidierendenstudie.
Die Daten der GLES werden kostenfrei für die wissenschaftliche Lehre und Forschung zur Verfügung gestellt. Die Daten der meisten Studien der GLES können miteinander verknüpft werden.

### GLES Querschnitt
Zu jeder Bundestagswahl erhebt die GLES eine Querschnittsumfrage vor und nach der Wahl (Vor- und Nachwahlbefragung). Zur Bundestagswahl 2021 wurden die Vor- und Nachwahlbefragung erstmals im Mixed Mode Design durchgeführt, d. h. sowohl schriftlich als auch als Onlinebefragung.

### GLES Rolling-Cross-Section
In der GLES werden Rollierende Querschnittsstudien ungefähr 60 Tage vor der jeweiligen Bundestagswahl als standardisierte Telefoninterviews durchgeführt.

### GLES Panel
Das GLES Panel wird seit 2016 durchgeführt und wird außerhalb des Bundestagswahlkampfs bis zu zwei Mal jährlich erhoben. In den Jahren der Bundestagswahl werden die Teilnehmerinnen und Teilnehmer bis zu fünf Mal vor und während des Wahlkampfs befragt. Die Teilnehmerinnen und Teilnehmer werden dafür seit 2017 mit weitgehend identischen Fragebögen interviewt. Seit Frühjahr 2020 geschieht dies ausschließlich im Online-Format.

### GLES Tracking
Das GLES Tracking wird seit 2009 mehrmals jährlich als kurze Querschnittsbefragung im Online-Format durchgeführt. Von 2009 bis 2017 wurden für das Tracking vier Erhebungen pro Jahr durchgeführt, seit 2018 finden drei Erhebungen pro Jahr statt.

### GLES Kandidierendenstudie
Zu jeder Bundestagswahl werden Direkt- und Listenkandidierenden der im Bundestag vertretenen Parteien sowie der Parteien mit einer höheren Einzugswahrscheinlichkeit in das Parlament zu einer Umfrage eingeladen. Im Mittelpunkt stehen dabei Fragen zum Hintergrund der Kandidierenden, ihrer Rekrutierung und Selektion, ihren Kampagnen, politischen Einstellungen sowie Policy-Positionen. Die Kandidierendenstudie wird sowohl im Online-Format als auch in schriftlicher Form durchgeführt.

## Internationale Einbindung
Die Nachwahl-Befragung des GLES-Querschnitts beinhaltet die deutsche Erhebung der Comparative Study of Electoral Systems (CSES) und die GLES-Kandidierendenstudie findet Eingang in den Comparative Candidates Survey (CCS).